# Понтесесурес
Понтесесурес (гал. Pontecesures, ісп. Puentecesures) — муніципалітет в Іспанії, у складі автономної спільноти Галісія, у провінції Понтеведра. Населення — 3145 осіб (2009).
Муніципалітет розташований на відстані близько 490 км на північний захід від Мадрида, 31 км на північ від Понтеведри.

## Демографія
Динаміка населення (INE ):

## Галерея зображень

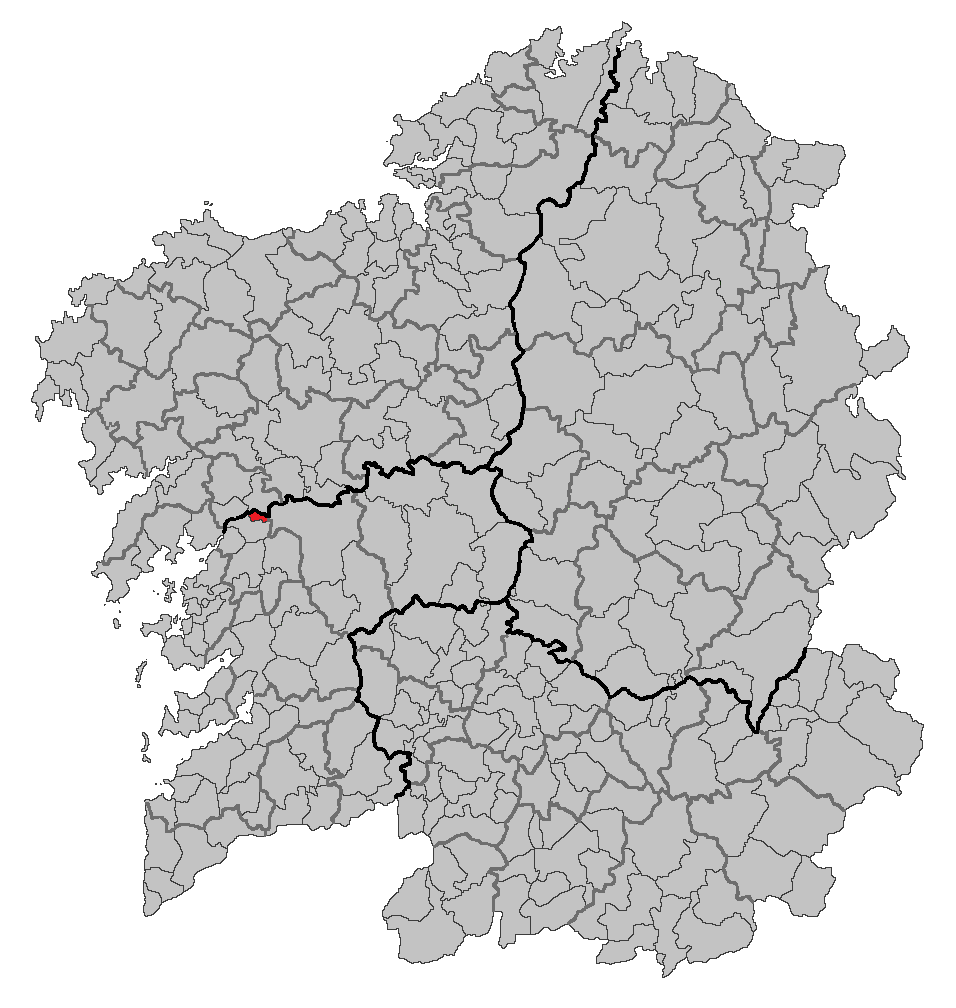
Розташування муніципалітету